# Égide Mélot
Pour les articles homonymes, voir Mélot.
Égide Hyacinthe Mélot est un sculpteur belge né à Anvers en 1817 et mort à Schaerbeek en 1885.
Après une formation à l'Académie d'Anvers chez Guillaume Geefs, il entreprit une carrière de sculpteur consacrée à l'art monumental et à la statuaire.
Il orna de sculptures, avec Victor Poelaert, le Théâtre royal de la Monnaie à Bruxelles, ainsi que le Palais de la Bourse de Bruxelles, le Palais des Beaux-Arts, et le Conservatoire royal de Musique de la capitale belge. Il sculpta les statues de l'attique de l'église Saint-Jacques-sur-Coudenberg.
Il avait un atelier privé dans lequel il forma de nombreux disciples parmi lesquels Guillaume De Groot (1839-1922) et Auguste Braekevelt (nl) (1832-1908), tous deux appelés à un brillant avenir.

## Distinction
- Chevalier de l'ordre de Léopold (7 février 1879)[2].